# Северотатарское
Северотатарское — село в Татарском районе Новосибирской области. Административный центр муниципального образования Северотатарский сельсовет.

## География
Северотатарское расположено в 7 километрах к юго-западу от Татарск.

## История
Село основано в 1931 году. В 1976 г. Указом Президиума ВС РСФСР посёлок центральной усадьбы совхоза «Северотатарский»  переименован в село Северотатарское.

## Население
| 2002 | 2007 | 2010 |
| ---- | ---- | ---- |
| 899  | ↘889 | ↘829 |

## Транспорт
От села к райцентру идёт щебёночная дорога, протяжённость которой составляет 7 километров.